# Frank Hoffmann (homme politique allemand)
Pour les articles homonymes, voir Frank Hoffmann.
Frank Hoffmann né le 16 décembre 1959 à Dessau est un homme politique allemand.